# 39415 Janeausten
39415 Janeausten è un asteroide della fascia principale. Scoperto nel 1971, presenta un'orbita caratterizzata da un semiasse maggiore pari a 3,9328950 UA e da un'eccentricità di 0,2104949, inclinata di 2,37960° rispetto all'eclittica.